# Obsesionada
Obsesionada è un singolo del cantante italiano Boro Boro pubblicato il 3 dicembre 2020.

## Tracce
Testi di Stivenz Beats, Jvli, Fred De Palma e Boro Boro.
1. Obsesionada – 2:29